# Eddyville (Nebraska)
Eddyville – wieś w Stanach Zjednoczonych, w stanie Nebraska, w hrabstwie Dawson.